# Baxter Village
Baxter Village est une census-designated place située dans le comté de York, dans l’État de Caroline du Sud, aux États-Unis. Lors du recensement de 2020, elle comptait 4 217 habitants.